# Каменноозерське
Каменноозе́рське (рос. Каменноозёрское) — село у складі Богдановицького міського округу Свердловської області.
Населення — 533 особи (2010, 640 у 2002).
Національний склад станом на 2002 рік: росіяни — 95 %.